# Journal of Pharmaceutical Sciences
Das Journal of Pharmaceutical Sciences, abgekürzt J. Pharm. Sci., ist eine wissenschaftliche Fachzeitschrift, die vom Wiley-Blackwell-Verlag im Auftrag der American Pharmacists Association veröffentlicht wird. Die Zeitschrift wurde 1912 als Journal of the American Pharmaceutical Association gegründet. Im Jahr 1961 wurde der Name in den noch heute gültigen geändert. Sie erscheint mit zwölf Ausgaben im Jahr. Es werden Arbeiten veröffentlicht, die sich mit dem Gebiet der Pharmazie beschäftigen.
Der Impact Factor lag im Jahr 2020 bei 3,534. Nach der Statistik des Web of Science wird das Journal mit diesem Impact Factor in der Kategorie Pharmakologie und Pharmazie an 132. Stelle von 276 Zeitschriften, in der Kategorie medizinische Chemie an 31. Stelle von 62 Zeitschriften und in der Kategorie multidisziplinäre Chemie an 77. Stelle von 178 Zeitschriften geführt.